# سینت-میچل
سینت-میچل شهری در شهرستان کوکا در استان بانوا در بورکینافاسوی غربی است و جمعیت آن ۶۶۷ نفر است.